# Odisseia (série de televisão)
Odisseia é uma série de televisão portuguesa de meta-humor. Protagonizada pelos atores Bruno Nogueira e Gonçalo Waddington, este programa foi produzido pela Take It Easy, para ser exibido na RTP1.
Sendo composta por 8 episódios, a sua transmissão começou no domingo, 20 de janeiro de 2013, às 21h00m e terminou no sábado 9 de março do mesmo ano.

## Produção
Em 2011, ainda estava a ser transmitido Último a Sair que havia juntado os atores principais de Odisseia, em jantares entre Bruno Nogueira e Gonçalo Waddington, surgiu o interesse de ambos em criar um enredo que passaria por uma viagem de dois amigos pelo país. Pouco depois, Tiago Guedes haveria de se juntar ao projeto para escrever e realizar, por na altura estar a participar com Bruno Nogueira e Miguel Guilherme na peça de teatro É como Diz o Outro, no Casino de Lisboa.
Apesar de bastantes interrupções, os três criadores tiveram nove meses seguidos a escrever os episódios. Neste processo foi explorada uma vertente tal como em Último a Sair, onde a realidade e a ficção se misturam e o elenco, produtores, convidados e toda a equipa se cruzam, saindo dos bastidores.
Desde cedo na fase de escrita, os autores chegaram à conclusão que o número de episódios ideal para Odisseia seria 8, mesmo sendo 13 o valor mais usual para uma série do género. Assim, os criadores optaram por introduzir esta conceção na narrativa. A série foi mesmo publicitada como sendo composta por 13 episódios, quando na realidade, o oitavo marcou o seu final, sob o pretexto de que haviam sido os Diretores de Conteúdos da RTP quem havia ordenado o cancelamento da mesma.
No mês de julho de 2012 começaram as gravações da série, tendo-se estendido ao longo do segundo semestre do ano. Tratando-se de uma série de tipo "on the road", as filmagens decorreram em diferentes pontos do país, como no Crato e na Sertã, Castelo Branco.
No primeiro episódio esteve prevista a participação especial de António Calvário, que ia interpretar o tema, Cucurucucu Paloma de Caetano Veloso, numa alusão ao filme Fala com Ela de Pedro Almodóvar”, mas por ser necessária uma autorização para recriar a cena, o convite foi retirado. Esta situação haveria de ser solucionada com a participação especial de Belle Dominique.
A estreia da produção chegou a ser pré-anunciada para dia 21 de outubro de 2012, mas a RTP decidiu adiar o projeto. Na altura, a notícia foi bem recebida pela equipa, uma vez que ofereceu mais tempo para concluir a fase de edição e pós-produção.
Assim, a série viria a estrear no domingo 20 de janeiro, enquadrada no novo formato de programação da RTP em 2013. Transmitida semanalmente, a série trocaria o seu dia de emissão com Depois do Adeus após a emissão do terceiro episódio, tendo-se mudado para o mesmo horário, 21h, de sábado.

## Sinopse Geral
Na sinopse oficial divulgada pela RTP lê-se: «“Odisseia” é uma história contada em duas narrativas que se cruzam.
«Na primeira, temos Bruno Nogueira e Gonçalo Waddington (interpretando-se a si mesmos), dois amigos que partem numa viagem por Portugal em autocaravana. Ambos sentem necessidade de se afastarem das suas vidas profissionais e familiares e de pensarem numa solução para os seus dramas pessoais.
«Na segunda narrativa, contada como um making-of ficcionado, existem os argumentistas da própria série Odisseia: Bruno Nogueira, Gonçalo Waddington e um terceiro elemento, Tiago Guedes, o realizador.
«Os três autores, qual Deus ex Machina, decidem o destino dos nossos heróis e da própria história enquanto vai sendo escrita, interferindo diretamente na viagem dos dois amigos, escolhendo os atores que devem aparecer na história, como o Nuno Lopes, a Rita Blanco, o Manuel João Vieira ou o cantor Camané, mudando os desejos e motivações dos protagonistas, deste modo brincando com as suas vidas.
«Nesta odisseia, os nossos heróis, vivendo aventuras absurdas e travando amizades improváveis, sempre com o olhar atento e implacável dos seus criadores, irão aperceber-se de que a solução para as suas vidas está em encarar as suas responsabilidades e não em fugir delas.
Ser homem é um destino e não uma fatalidade».

## Elenco e Personagens

### Principais
A seguir encontra-se uma listagem das personagens principais, sendo elas, salvo as exceções indicadas, versões ficcionalizadas dos atores que as interpretam:
- Bruno Nogueira, Bruno.
- Gonçalo Waddington, Gonçalo.
- Miguel Borges, Oráculo.
- Tiago Rodrigues, Produtor.
- Cesário Monteiro, 1º Assistente de Realização.
- Tiago Guedes, Realizador.

### Recorrentes
A lista que se segue apresenta as personagens que realizaram participações recorrentes durante a série. Aqui estão incluídas as suas principais características e os respetivos atores que as interpretam:
- Nuno Lopes, Nuno / Estrábico / Empregado de Mesa / GNR (7 Episódios).
- João Paulo Santos, Assistente de Plateau (5 Episódios).
- Pedro Melo, Engenheiro de Som (5 Episódios).
- Ana Azinheira, Anotadora (3 Episódios).
- Carla Maciel, Carla (3 Episódios).
- Daniela Lorvão, Daniela (3 Episódios).
- Teresa Sobral, Mãe de Bruno (3 Episódios).
- Tiago Almada, 2º Assistente de Realização (3 Episódios).

Participações de 2 Episódios:
- Diana Ferreira, Beta-Hippie-Chic.
- Hugo Andrade, Diretor de Programas da RTP.
- Joana Duarte, Beta-Hippie-Chic.
- Leonardo Campetelli, Perche.
- Manuel Encarnação, Manuel.
- Nuno Vaz, Subdiretor de Programas da RTP.
- Pedro Gil, Tunning 1.
- Rita Blanco, Rita.
- Vasco Viana, Diretor de Fotografia.

### Artistas Convidados
A seguir, estão listados todos os atores e outros artistas que participaram em Odisseia:
| Participações especiais em Odisseia |
| --- |
| - Episódio 01 (Não te atrevas, ó musa...) - Domingos Machado, como Belle Dominique. - Zercileide Lima, como Flávia. Alfredo Brito, Ana Lopes, António Durães, Eduardo Jordão, Francisco Sousa, João Ceregeiro, João Paes, José Maria Matos, José Mayer, Laura Soveral, Miguel Marques, Patrícia Mateus, Paula Soler, Sofia Mendonça, Teresa Ceregeiro e Vasco Vieira. - Episódio 02 (Harry Dean Stanton) - João Pedro Vaz, como Harry Dean. - Victoria Guerra, como Vitória Kinski Beatriz Mendonça, Cristina Madrinha, David Almeida e Mariana Coelho. - Episódio 03 (Não foi por mal!) - Isabel Abreu, como Vera. Hugo Rafael Largo, Pedro Mata e Tonan Quito. - Episódio 04 (Antes dum gang-bang eu só digo disparates) Prof. Dr. José Pinto da Costa, Miguel Mendes, Sérgio Graciano e Tiago Almada. - Episódio 05 (…Só temo o que lá vou encontrar e depois de lá não poder r…) - António Fonseca, como Balhelhas. Filipe Pinto. - Episódio 06 (Variações) - Romeu Costa, como António Variações. - Amigos do Cante, como Coro Alentejano. Jerónimo Rocha, Luís Moreira e Tomaz Nolasco. - Episódio 08 (Cinquenta mil, seiscentos e setenta e nove euros e sessenta…) - Camané. Andreia Nunes, António Duarte, David Chan, David Valente, Fernando Marques, Gonçalo Portela, Inês Mata, João Carlos Aguiar, Manuel João Vieira, Miguel d’Orey, Paulo Chang, Paulo Monteiro, Pedro Curto, Rita Lello e Rui Pimenta. |

## Ficha Técnica
()
| - Autoria: Bruno Nogueira, Gonçalo Waddington e Tiago Guedes - Argumento: Bruno Nogueira, Gonçalo Waddington e Tiago Guedes - Direção de Produção: Andreia Nunes - Realização: Tiago Guedes - Pós Produção: Andreia Nunes e Loudness Films - Assistentes de Edição: João Canadinhas e Sara Marques - Chefe de Produção (preparação): Filipe Verde - Chefe de Produção: Rui Pimenta - Produção: Take It Easy - Anotadora: Ana Azinheira - 1º Assistente de Realização: Cesário Monteiro - 2º Assistente de Realização: Tiago Almada | - Responsável de Caracterização: Sérgio Alxeredo - Make Up: Ana Steiner e Ana Azinheira - Cabeleireiros: António Cortez e Rui Canento - Direção de Arte e Figurinos: Isabel Branco - Assistentes de Guarda-Roupa: Inês Mata e Maria da Luz D’Orey - Direção de Fotografia: Vasco Viana - Som: Pedro Melo - Montagem: Jerónimo Rocha - Montagem de Som e Mistura: Hugo Leitão, Branko Neskov e Loudness Films - Chefe Eletricista : João Carlos Aguiar - Genérico: Easy Lab e Jerónimo Rocha - Diretor de Fotografia do Genérico: João Lança Morais - Animadores do Genérico: Joana Soares e Tiago Xavier |

## Banda Sonora
- Toda a Direção Musical de Odisseia é da responsabilidade de Bruno Vasconcelos e Nuno Rafael.[16]

| Estou Além - Letra e Música - António Variações Cucurucucu Paloma - Intérprete - Caetano Veloso Comunhão de Bens - Ricardo Landum Every Girl - Voxels - Pedro Chamorra e Pedro Pinto Last Wrong - Voxels - Pedro Chamorra e Pedro Pinto Warst Wurst - Nuno Rafael e Bruno Vasconcelos | A Cidade até Ser Dia - Pedro Abrantes - Marco Quelhas - Paulo de Carvalho Keystone Deluge - Kevin MacLeod Merry Go - Kevin MacLeod Grândola Vila Morena - Zeca Afonso Tu e Somente Tu - Alberto dos Anjos Alves Coelho - Francisco José Adeus que me Vou Embora - Intérprete - Humanos - Letra - António Variações |

## Lista de Episódios
| Temp. | Temp.      | Episódios | Transmissão Original  | Transmissão Original | Dia da Semana                                                                     | Audiências (média dos episódios) |
| Temp. | Temp.      | Episódios | Estreia de Temp.      | Final de Temp.       | Dia da Semana                                                                     | Audiências (média dos episódios) |
| ----- | ---------- | --------- | --------------------- | -------------------- | --------------------------------------------------------------------------------- | -------------------------------- |
|       | 1          | 8         | 20 de janeiro de 2013 | 9 de março de 2013   | Domingo (ep. 01 a 03) Sábado (restantes)                                          | 313 354                          |
|       | Webisódios | 8         | 21 de janeiro de 2013 | 13 de março de 2013  | Segunda-feira (ep. 01) Quarta-feira (ep. 2, 3, 4, 7 e 8) Quinta-feira (ep. 5 e 6) | -                                |

Abaixo, estão listados os episódios de Odisseia, exibidos entre 20 de janeiro e abril de 2013:
| Ep.# | Título                                                        | Argumento                                         | Realização   | Transmissão Original    | Espectadores |
| --- | ------------------------------------------------------------- | ------------------------------------------------- | ------------ | ----------------------- | ------------ |
| 01 | Não te atrevas, ó musa…                                       | Bruno Nogueira, Gonçalo Waddington e Tiago Guedes | Tiago Guedes | 20 de janeiro de 2013   | 342 517      |
| Gonçalo recebe uma mensagem no telemóvel e vai até ao Hospital buscar Bruno. Depois de o levar a casa, fica com Bruno porque o médico aconselhou a que não ficasse sozinho. Bruno e Gonçalo passam os próximos dias juntos, acabando na festa de 50 anos de casados dos avós de Bruno. |                                                               |                                                   |              |                         |              |
| |                                                               |                                                   |              |                         |              |
| 02 | Harry Dean Stanton                                            | Bruno Nogueira, Gonçalo Waddington e Tiago Guedes | Tiago Guedes | 27 de janeiro de 2013   | 371 112 (‡)  |
| Bruno e Gonçalo despedem-se das respetivas famílias porque Bruno tem um espetáculo fora de Lisboa e Gonçalo leva-o na sua autocaravana. Sem paciência para o público do espetáculo Bruno acaba por insultá-los. Nuno Lopes está no meio da audiência e instiga o público a expulsar Bruno do auditório. |                                                               |                                                   |              |                         |              |
| |                                                               |                                                   |              |                         |              |
| 03 | Não foi por mal!                                              | Bruno Nogueira, Gonçalo Waddington e Tiago Guedes | Tiago Guedes | 3 de fevereiro de 2013  | 303 056      |
| Gonçalo acorda, não vê Bruno e procura-o. Nenhum dos dois sabe do Nuno. Decidem seguir viagem em vez de voltar para Lisboa. Num restaurante são abordados por dois tunnigs, que vão ser achincalhados por serem tão labregos. Mais tarde, junto de uma magnífica vista, no interior do país, os tunnings voltam para lhes tirar o sossego. |                                                               |                                                   |              |                         |              |
| |                                                               |                                                   |              |                         |              |
| 04 | Antes dum gang-bang eu só digo disparates                     | Bruno Nogueira, Gonçalo Waddington e Tiago Guedes | Tiago Guedes | 9 de fevereiro de 2013  | 313 581      |
| Bruno e Gonçalo levam Nuno ao centro de saúde depois de tentarem reanimá-lo sem sucesso. Sem verem o problema resolvido, deixam Nuno para trás e seguem viagem. Alguém lhes tenta assaltar a autocaravana: é Rita Blanco, que se revela louca. Eles seguem-na sem saber como tudo vai acabar. Rita leva-os a acampar, e acaba por levar Bruno a desistir de gravar uma cena.                                                                                     |                                                               |                                                   |              |                         |              |
| |                                                               |                                                   |              |                         |              |
| 05 | ...Só temo o que lá vou encontrar e depois de lá não poder r… | Bruno Nogueira, Gonçalo Waddington e Tiago Guedes | Tiago Guedes | 16 de fevereiro de 2013 | 314 168      |
| Bruno e Gonçalo param a autocaravana e ouvem uns murmúrios. Seguem o som e vão ao encontro de um velho que se tenta suicidar, acabando por libertá-lo. Gonçalo almoça com Carla e os filhos, num encontro marcado às escondidas pelo Bruno. Mais tarde, duas betas-hippie-chiques oferecem-lhes comprimidos provocando-lhes uma viagem alucinante. Terminam num mini-boom com muitos beijos e o Nuno Lopes à mistura.                                            |                                                               |                                                   |              |                         |              |
| |                                                               |                                                   |              |                         |              |
| 06 | Variações                                                     | Bruno Nogueira, Gonçalo Waddington e Tiago Guedes | Tiago Guedes | 23 de fevereiro de 2013 | 255 653 (†)  |
| Acordam forçadamente num barco-casa, à deriva no meio do Alqueva, ainda sob o efeito dos comprimidos. Os dois juntamente com Nuno e com as betas-hippie-chiques encenam uma espécie de novela mexicana. A RTP não está satisfeita com o rumo que os episódios estão a tomar. O produtor tenta convencê-los a terminar a série em animação. Um helicóptero tira-os do barco e larga-os numa seara-paraíso onde são recebidos por uma versão do António Variações. |                                                               |                                                   |              |                         |              |
| |                                                               |                                                   |              |                         |              |
| 07 | Era um acordo de cavalheiros!                                 | Bruno Nogueira, Gonçalo Waddington e Tiago Guedes | Tiago Guedes | 2 de março de 2013      | 276 667      |
| Enquanto Nuno começa a preparar-se para desempenhar um papel pouco convencional para um filme, Bruno e Gonçalo discutem violentamente sobre o destino a dar às suas vidas, discussão essa que acaba por envolver alguns membros da equipa técnica. Finalmente decidem ir para Lisboa, mas antes libertam-se do Nuno Lopes. Depois de saradas todas as feridas, os dois heróis são surpreendidos com uma notícia vinda da RTP que os impede de seguir viagem.     |                                                               |                                                   |              |                         |              |
| |                                                               |                                                   |              |                         |              |
| 08 | Cinquenta mil, seiscentos e setenta e nove euros e sessenta…  | Bruno Nogueira, Gonçalo Waddington e Tiago Guedes | Tiago Guedes | 9 de março de 2013      | 330 081      |
| A produção não tem dinheiro para terminar o episódio, mas o produtor, Tiago Rodrigues, tem uma ideia brilhante. A ideia sai furada, deixando toda a equipa numa situação ainda pior. O episódio prossegue, com o "material" possível captado pelas câmaras do making-of, até que HERMES os resgata, permitindo a todos terminarem a Odisseia com dignidade. |                                                               |                                                   |              |                         |              |
| |                                                               |                                                   |              |                         |              |

Legenda:
- (‡) Episódio Mais Visto
- (†) Episódio Menos Visto

### Diários Odisseia
Abaixo, estão listados os webisódios Diários Odisseia, acerca do processo de making-of de Odisseia, lançados no facebook oficial da série poucos dias após a transmissão de cada episódio. Os mesmos são da autoria de Joana Soares tendo contado com a colaboração do câmara Tiago Xavier.
| Ep.# | Título                                | Autoria e Edição | Centrado em                               | Data de Lançamento      | Duração  |
| ---- | ------------------------------------- | ---------------- | ----------------------------------------- | ----------------------- | -------- |
| 01   | I’m god and I rule the world          | Joana Soares     | Miguel Borges                             | 21 de janeiro de 2013   | 2:11 min |
|      |                                       |                  |                                           |                         |          |
| 02   | Não tenho nada a dizer                | Joana Soares     | Casa de Espetáculos e da Cultura na Sertã | 30 de janeiro de 2013   | 3:07 min |
|      |                                       |                  |                                           |                         |          |
| 03   | Nunca viste um homem de cuecas?       | Joana Soares     | Cenas exteriores na Sertã                 | 7 de fevereiro de 2013  | 2:37 min |
|      |                                       |                  |                                           |                         |          |
| 04   | Eu não vou dizer isto!                | Joana Soares     | Rita Blanco                               | 14 de fevereiro de 2013 | 2:34 min |
|      |                                       |                  |                                           |                         |          |
| 05   | 在中國的話                            | Joana Soares     | Gravação e Edição do 5º Episódio          | 21 de fevereiro de 2013 | 1:39 min |
|      |                                       |                  |                                           |                         |          |
| 06   | Isto e um gajo que desarma bombas!    | Joana Soares     | Cena Stopmotion e Romeu Costa             | 28 de fevereiro de 2013 | 2:26 min |
|      |                                       |                  |                                           |                         |          |
| 07   | Mistérios                             | Joana Soares     | Gravação do tema ‘’Warst wurst’’          | 6 de março de 2013      | 3:06 min |
|      |                                       |                  |                                           |                         |          |
| 08   | Entra toda a gente e mais não sei quê | Joana Soares     | Gravação do último Episódio               | 13 de março de 2013     | 4:11 min |
|      |                                       |                  |                                           |                         |          |

## Receção

### Audiências
Com uma estreia modesta, o primeiro episódio de Odisseia foi apenas o 27º mais visto do dia, com 3,6% de rating e 6,7% share.
A mudança do dia de emissão para o sábado trouxe à série uma ligeira subida nos valores de audiência na emissão do seu quarto episódio (onde atingiu 7,4% de quota de mercado), mas as semanas seguintes foram marcadas por novas percentagens de rating mínimas.
Os valores das audiências nunca haveriam de demonstrar uma grande evolução, tendo a série, no seu último capítulo, alcançado igualmente a vigésima sétima posição da tabela geral com 3,5% de rating e 7,1% de share, o que equivale em média a 300 mil telespetadores.

### Crítica
| Críticas profissionais | Críticas profissionais |
| Avaliações da crítica  | Avaliações da crítica  |
| Fonte                  | Avaliação              |
| ---------------------- | ---------------------- |
| Público                | (favorável)            |
| Diário de Notícias     | (favorável)            |
| Time Out               | [ 48 ]                 |
| Sábado                 | (favorável)            |
| Rua de Baixo           | (favorável)            |
| IMDb                   | 9.2/10                 |

Apesar disso, vários espectadores e figuras públicas elogiaram o produto nas redes sociais, principalmente pelo facto de este configurar uma alternativa aos principais programas da concorrência (Vale Tudo na SIC e Secret Story - Casa dos Segredos: Desafio final na TVI). Nuno Markl foi um deles, tendo destacado o carácter imaginativo, mais moderno e destemido da série.
No seio da crítica portuguesa, as opiniões relativamente à série foram consistentemente favoráveis. Eduardo Cintra Torres (Correio da Manhã) descreve-a como bem pensada, produzida, realizada e interpretada, principalmente pela dupla protagonista. Fala numa inovação na ficção televisiva, no sentido em que se introduz não uma só, mas diferentes narrativas complexas que se desdobram, cruzam e misturam num novelo exigente para espectadores habituados apenas as produtos novelescos ou reality-shows. No mesmo sentido, João Lopes (Diário de Notícias) fala numa inteligente desmontagem da arte de fazer ficção que se transpõe num jogo de espelhos de um delírio descontrolado. Acima de tudo, distingue a utilização da série enquanto um laboratório absurdo em televisão, algo que se revela, na sua opinião, serviço público. A Time Out aborda as influências (não evidentes) de The Office de Ricky Gervais e Stephen Merchant. Esta crítica destaca o modo como a série trabalha a quarta parede, bem como a interpretação de Nuno Lopes. Jorge Reis-Sá (Sábado) chama a Odisseia “a melhor coisa que a televisão portuguesa transmite desde há muito tempo”, tecendo comparações com Os Lusíadas de Luís Vaz de Camões pelo calculismo de como desenvolvem as emoções e referências à cultura pop ao longo do argumento. Fala também de aspetos mais técnicos, como a linguagem cinematográfica e a fotografia, cujas cores são componente essencial para cada cena. Finalmente, Nuno Miguel Gonçalves (Rua de Baixo), descreve Odisseia enquanto o objeto televisivo mais transgressor que se viu em Portugal desde 1983 com a conceção da série O Tal Canal de Herman José. Para além de muitos aspetos referidos pelas críticas anteriores, refere as participações especiais de Nuno Lopes e as vertentes da sua personagem, a interpretação tenebrosamente hilariante de Rita Blanco e as reminiscências a António Variações trazidas por Romeu Costa e pela voz de Camané no tema que encerra a narrativa. Conclui que foi cumprido o objetivo dos autores em criar uma amálgama de auto-reconhecimento, muitas vezes documental, que a separa ainda mais do que é “real” para junto de um surrealismo exacerbado.

### Prémios e Nomeações
| Ano  | Prémio/Premiação                           | Categoria                         | Indicado           | Resultado |
| ---- | ------------------------------------------ | --------------------------------- | ------------------ | --------- |
| 2014 | Troféu TV7Dias V Troféus de Televisão 2013 | Melhor Ator de Série              | Gonçalo Waddington | Nomeação  |
| 2014 | Troféu TV7Dias V Troféus de Televisão 2013 | Melhor Programa de Humor          | Odisseia           | Nomeação  |
| 2014 | Troféu TV7Dias V Troféus de Televisão 2013 | Melhor Ator / Humorista           | Nuno Lopes         | Nomeação  |
| 2014 | Troféu TV7Dias V Troféus de Televisão 2013 | Melhor Ator / Humorista           | Gonçalo Waddington | Nomeação  |
| 2014 | Prémio Autores 2014                        | Melhor Programa de Entretenimento | Odisseia           | Vencedor  |

### Reações ao Falso Cancelamento
Desde a fase de pré-produção que a série vinha a ser descrita pelos seus autores como sendo composta por treze episódios apesar de tal não corresponder à verdade. O trio de autores, desde a fase de conceção da série a caracterizavam enquanto uma viagem de dois actores, interpretando-se a si próprios, a fugirem das suas vidas em Lisboa e perderem-se nas estradas de Portugal para se verem interrompidos, a cada episódio, pela irrealidade do seu imaginário. Assim, ao chegarem à conclusão que o ideal seria fazer oito episódios, quando o número normal para um produto televisivo do género seria fazer 13, acharam que a melhor forma de a terminar seria com esta ideia de interrupção pela irrealidade, sob o pretexto de que o destino de Odisseia havia sido o seu cancelamento pelos diretores de programação da RTP.
Este aspeto foi introduzido na narrativa de Odisseia no seu sétimo episódio, tendo o oitavo sido mesmo publicitado como sendo o último. Após a transmissão deste seguiram-se mensagens de incredulidade no facebook oficial da série, tendo sido mesmo criado o movimento Queremos os 5 episódios Odisseia a que temos direito, reivindicando a produção e transmissão do número restante de episódios que haviam sido anunciados desde a publicação da sinopse oficial.

## Merchandising
Logo após o término da transmissão da série, foi criado um serviço de encomenda de t-shirts da marca Fake , iguais às utilizadas pela dupla protagonista de Odisseia ao longo de todos os episódios e que se tornariam uma das imagens de marca da mesma. Estão disponíveis as duas versões da t-shirt de Gonçalo Waddington (MickeyMau Normal e MickeyMau Exploded), bem como três versões da de Bruno Nogueira (Robot Normal, Robot Mãos ao Alto e Robot Pistola).

### DVD
Fonte da RTP, quanto a um lançamento de um posterior DVD, afirmou que tal é muito provável que surja cerca de três meses depois da série terminar a sua transmissão.
No entanto, a idealização e preparação dos conteúdos-extra e inéditos do DVD atrasou a sua edição. O dia 21 de Novembro marcaria o seu lançamento.
| Temporada | Especificações | Conteúdos-extra | Data de Lançamento             |
| --------- | --- | --- | ------------------------------ |
| 1         | - 8 episódios - 4 discos - Vídeo: 4:3 Full Frame - Áudio: Dolby Digital 5.1 Surround - Legendas: Inglês, Português para Surdos | - Comentários Áudio do Bruno Nogueira, do Gonçalo Waddington e do Tiago Guedes aos 8 episódios - 8 episódios “Uma Outra Odisseia” - 30 min cada - Outros vídeos inéditos, mais de 98 min: - Making of Genérico - Cenas Cortadas e Cenas Estendidas - Bloopers - Fotografias de Rodagem - Ilustrações de Fãs - Jogo de Tabuleiro da Série (não inclui peões e dado) | Zona 2: 21 de Novembro de 2013 |